# Ed Leslie
Edward Harrison "Ed" Leslie (født 21. april 1957) er en tidligere amerikansk wrestler, mest kendt for sine kampe i World Wrestling Federation under ringnavnet Brutus "The Barber" Beefcake", hvor han bl.a. vandt WWF World Tag Team Championship sammen med Greg Valentine. Han arbejdede senere for World Championship Wrestling under en række forskellige navne, heriblandt The Butcher, The Booty Man og The Disciple. 

## Wrestlingkarriere

### World Wrestling Federation (1984-1993)
Ed Leslie startede i World Wrestling Federation i 1984 under ringnavnet Brutus Beefcake, hvor han bl.a. kæmpede mod David Sammartino og Hulk Hogan. I 1985 dannede han tagteamet The Dream Team med Greg "The Hammer" Valentine, og de vandt WWF World Tag Team Championship fra The US Express. De forsvarede VM-bælterne i otte måneder, inden de tabte dem til British Bulldogs ved WWF's WrestleMania 2 i foråret 1986. Brutus Beefcake fik øgenavnet "The Barber", da han klippede håret af Adonis, efter Adonis havde tabt en kamp til Roddy Piper. Efter denne episode begyndte Beefcake at tage en stor saks med sig i ringen, og han klippede som regel håret af sine modstandere, efter han havde besejret dem. Ved WrestleMania IV i 1988 blev Brutus Beefcake den første til at besejre Mr. Perfect, der ellers havde været ubesejret indtil deres møde. Han var booket til at vinde WWF Intercontinental Championship to gange i sin karriere – begge gange ved WWF's SummerSlam – men blev i begge tilfælde skadet inden kampen. 
I 1990 var Ed Leslie udsat for en ulykke i faldskærmsflyvning, og det endte næsten hans karriere. Leslie var væk fra wrestling i næsten to år. I 1993 dannede han så et kortvarigt tagteam med sin gode ven Hulk Hogan, og de blev kendt som Mega-Maniacs. De udfordrede Money Inc. til en kamp om WWF World Tag Team Championship ved WWF's WrestleMania IX, men tabte. 

### World Championship Wrestling (1994-1999)
Ed Leslie kunne ikke bruge navnet Brutus Beefcake i World Championship Wrestling, fordi det var ejet af WWF, så da han kom til WCW i 1994 måtte organisationen finde på et nyt navn til ham. I starten blev han kaldt Bruther Bruti, og han optrådte som regel ved siden af Hulk Hogan, der ligeledes havde skiftet til WCW og oven i købet vundet WCW World Heavyweight Championship. I en VM-titelkamp ved WCW's Halloween Havoc i 1994 blev Brother Bruti afsløret som den hemmelige maskerede mand, der gentagne gange havde angrebet Hulk Hogan. Ed Leslie blev nu omdøbt til The Butcher og udfordrede Hulk Hogan til en VM-titelkamp ved WCW's Starrcade i december 1994, som han dog tabte. 
Efter denne kamp fik Ed Leslie på ny et nyt navn og blev nu kaldt for The Man with No Name. Heller ikke det navn varede længe, og da Kevin Sullivan dannede gruppen Dungeon of Doom i 1995, blev Ed Leslie medlem under ringnavnet The Zodiac – en wrestler med sort og hvid ansigtsmaling, som kun kunne sige "ja" og "nej". I 1996 blev Leslie så genforenet med Hulk Hogan i kampen mod Dungeon of Doom, og Hogan påstod af Leslie blot havde været en spion for ham. Leslie blev herefter kaldt The Booty Man og hjalp Hogan i kampen mod Dungeon of Doom og IV Horsemen, men havde også et personligt opgør mod Diamond Dallas Page. Da Hulk Hogan dannede New World Order i sommeren 1996, forsøgte The Booty Man at slutte sig til gruppen også, men uden held. I 1998 vendte Leslie tilbage i endnu en ny rolle – denne gang som The Disciple. The Disciple var en bodyguard for Hollywood Hogan i New World Order. I starten var Leslie helt uigenkendelig med fuldskæg og mørke solbriller, men hans identitet blev afsløret af Roddy Piper. The Disciple blev kidnappet af Warrior i oktober 1998 og blev således det eneste medlem, foruden Warrior, af One Warrior Nation, der kæmpede imod Hogan og New World Order. Da Warriors kontrakt ikke blev forlænget af WCW, blev Leslies rolle også droppet. I april 1999 vendte han tilbage for en enkelt aften, hvor han kunne få forlænget sin kontrakt, hvis han var i stand til at besejre Hollywood Hogan. Leslie tabte og blev ikke set i WCW mere.

## Efter wrestling
I 2008 var Ed Leslie én af trænerne i Hulk Hogans reality-wrestling-tv-show CCW.